# دنيس أفيري
دنيس أفيري (بالإنجليزية: Dennis Avery)‏ هو سياسي أمريكي، ولد في 28 سبتمبر 1946 في إيفانسفيل في الولايات المتحدة. حزبياً، نشط في الحزب الديمقراطي. وقد انتخب عضو مجلس نواب إنديانا.